# Georg Friedrich Knapp
(Georg Friedrich Knapp)
Georg Friedrich Knapp (Gießen, 7 marzo 1842 – Darmstadt, 20 febbraio 1926) è stato un economista tedesco che nel 1905 ha pubblicato La Teoria Statale della Moneta.
È il padre della Scuola cartalista secondo la quale il denaro non ha alcun valore intrinseco e dev'essere rigorosamente utilizzato come segno governativo di emissione.

## Biografia
Knapp ha studiato a Monaco di Baviera, Berlino e a Göttingen. Nel 1867 divenne Direttore dell'Ufficio Statistico di Lipsia. Nel 1869 è stato nominato assistente professore di economia e statistica presso l'Università di Lipsia. Nel 1874 è stato nominato professore di economia politica presso l'Università di Strasburgo, dove rimase fino al 1918. È stato anche rettore a Strasburgo nel 1891-92 e 1907-1908.
Nel 1886 ha fondato il periodico Abhandlungen aus dem staatswissenschaftlichen Seminar zu Strassburg.

## Influenza

Staatliche Theorie des Geldes

Il lavoro di Knapp sulla teoria cartalista costituisce la base della cosiddetta Modern Money Theory, sviluppata dal finanziere Warren Mosler. John Maynard Keynes, nel suo Trattato sulla moneta, pur dicendosi d'accordo con l'idea di Knapp circa l'origine statuale della moneta, sviluppa il proprio modello monetario prescindendo quasi interamente dall'esistenza della moneta dello stato.

## Opere
I suoi primi scritti si occupano principalmente con la popolazione e temi agricoli.
- Ueber die Ermittelung der Sterblichkeit (“On the ascertainment of mortality,” 1868)
- Die Sterblichkeit der Sachsen (“Mortality in Saxony,” 1869)
- Theorie des Bevölkerungswechsels (“The theory of population fluctuations,” 1874)
- Die Bauernbefreiung und der Ursprung der Landarbeiter in den älteren Teilen Preussens (“The liberation of peasants and the origins of the agriculturalist in the older parts of Prussia, ”1887)
- Die Landarbeiter in Knechtschaft und Freiheit (“The farmer in serfdom and freedom,” 1891)
- (DE) Staatliche Theorie des Geldes, München und Leipzig, Duncker & Humblot, 1923.
- Grundherrschaft und Rittergut (“Land ownership and seignorial lands,” 1897)

## Famiglia
Knapp era il padre di Elly Heuss-Knapp. Crebbe le due figlie da solo, cosa non comune all'epoca, dal momento che dopo il parto la moglie di Knapp si ammalò gravemente di mente.